# Nullsoft Scriptable Install System
Nullsoft Scriptable Install System (NSIS), est un logiciel libre contrôlable par script, qui permet la création d'installateurs pour Windows. Il a été initialement développé par Nullsoft, la société créatrice de Winamp. NSIS est une alternative aux produits commerciaux, comme InstallShield.

## Histoire
NSIS a été créé pour distribuer Winamp. Il se base sur un produit précédent de Nullsoft : PiMP (plugin Mini Packager) qui est aussi connu sous le nom de SuperPiMP. Après la version 2.0a0, le projet a été placé sur SourceForge.net où des développeurs extérieurs à Nullsoft ont pu commencer à l'améliorer. NSIS 2.0 a été publié à peu près 2 ans plus tard.
NSIS version 1 est très similaire au classique Windows Installer, mais est plus facile à scripter et supporte davantage de formats. NSIS version 2 possède une nouvelle interface graphique, supporte la compression LZMA, est traduit dans plusieurs langues et introduit un mécanisme de module simple.

### POSIX
La version 2.01 a été la première version à compiler sur les plates-formes POSIX. Cela permet la compilation croisée (cross-compilation) d'installeurs sous Windows et Linux sans émulation. Actuellement la seule architecture supportée est x86.

## Concepts

### Scripts
Le compilateur NSIS, makensis, compile des scripts comme l'exemple suivant pour en faire un programme exécutable. Le script contient une commande par ligne.
```
# Script d'exemple

Name
 
"Example1"

OutFile
 
"example1.exe"

InstallDir
 
"
$PROGRAMFILES
\Example1"

Page
 
Directory

Page
 
InstFiles

Section

  
SetOutPath
 
$INSTDIR

  
File
 
..
\
makensis.exe

SectionEnd

```

### Interface utilisateur
NSIS 2.0 a introduit un nouveau style graphique optionnel appelé Modern UI (MUI). L'interface MUI possède un assistant qui en plus de proposer davantage de réglages, propose :
- une page de bienvenue
- une page finale
- une page pour la sélection de la langue
- une page de description des composants

```
# Script d'exemple "Modern UI"

!include
 
MUI.nsh

Name
 
"Example 2"

OutFile
 
Example2.exe

!insertmacro
 
MUI_PAGE_WELCOME

!insertmacro
 
MUI_PAGE_LICENSE
 
"license.rtf"

!insertmacro
 
MUI_PAGE_DIRECTORY

!insertmacro
 
MUI_PAGE_COMPONENTS

!insertmacro
 
MUI_PAGE_INSTFILES

!insertmacro
 
MUI_PAGE_FINISH

!insertmacro
 
MUI_LANGUAGE
 
"English"

!insertmacro
 
MUI_LANGUAGE
 
"German"

!insertmacro
 
MUI_LANGUAGE
 
"French"

Section
 
"Extract makensis"

  
SetOutPath
 
$INSTDIR

  
File
 
..
\
makensis.exe

SectionEnd

```

### Modules
NSIS peut être étendu via des modules qui peuvent communiquer avec l'installeur. Ceux-ci peuvent être écrits en C, C++, et Delphi. Ils peuvent être utilisés pour effectuer des tâches d'installation ou pour étendre le code. Un module peut être appelé simplement depuis NSIS grâce à une ligne de code.
Divers modules sont fournis avec NSIS. Ils permettent entre autres d'afficher un écran de démarrage, une page personnalisée, une image d'arrière plan, de télécharger un fichier depuis Internet ou bien encore d'effectuer des opérations mathématiques.
Plusieurs modules sont disponibles en ligne, comme ZipDLL, ou bien un interpréteur Python plugin.

## Fonctionnalités
- Taille en mémoire très réduite
- Compressions zlib, bzip2, et LZMA
- Basé sur des scripts
- Multilingue
- Support de modules
- Interpréteur de scripts

(Liste complète en anglais)

## Produits connus utilisant NSIS
7-Zip, Inkscape, Mozilla Firefox, VLC media player, Winamp, Arduino IDE ...
Une liste plus complète est disponible sur le site officiel (en).

## Les interfaces graphiques
NSIS utilise uniquement des fichiers textuels pour la configuration des projets. Toutefois, des logiciels tiers permettent leur édition :
- EclipseNSIS est un module pour la plateforme Eclipse. Il permet l'édition, la compilation et la validation de scripts NSIS
- HM NIS EDIT (un éditeur libre pour NSIS)
- NSIS UltraModern User Interface est une nouvelle interface avec un style ressemblant aux installateurs les plus récents. L'interface UltraModern ajoute le support de nouvelles pages (Confirmation, Information, Annulation, Modifier/Réparer/Supprimer, Mettre à jour/Supprimer, Type d'installation, Tâches additionnelles, Numéro de série…).
- « ExperienceUI for NSIS »(Archive.org • Wikiwix • Archive.is • Google • Que faire ?) (interface complètement personnalisable)
- Venis (Visual Environment for Nullsoft Install System)
- Mihov's freeware NSIS editor